# Catocala deducta
Catocala deducta är en fjärilsart som beskrevs av Eduard Friedrich Eversmann 1843. Catocala deducta ingår i släktet Catocala och familjen nattflyn. Inga underarter finns listade i Catalogue of Life.